# Tag des Gedenkens an die Opfer des Holodomor
Der Tag des Gedenkens an die Opfer des Holodomor (ukrainisch День пам'яті жертв голодоморів) ist ein Gedenktag, der in Kanada und der Ukraine jährlich am vierten Samstag im November begangen wird.

## Hintergrund und Geschichte des Gedenkens

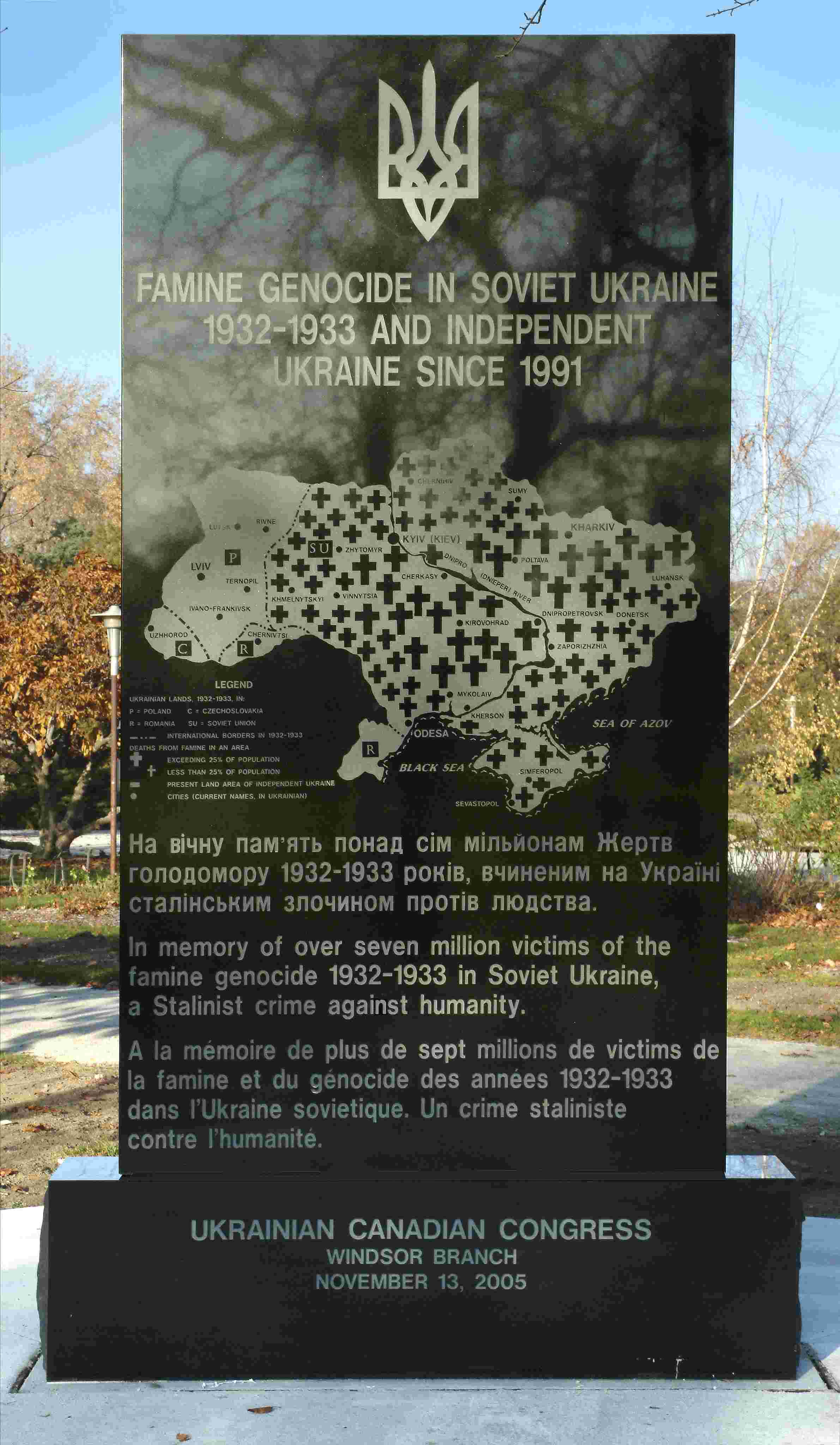
Gedenktafel in Windsor

1932/33 kam es in der Ukrainischen SSR zum Holodomor, einer Massenhungersnot, die durch die gewaltsame Beschlagnahmung von Lebensmitteln, der Abriegelung von Dörfern und Bezirken, Reiseverboten außerhalb der Ukraine und die Einschränkung des ländlichen Handels verursacht wurde. In der Sowjetunion galt bis 1987 ein Informationsverbot über die Hungersnot.
Am 11. September 1933 wurden in Berlin ein Trauertag und ein Gedenkgottesdienst unter der Leitung des Administrators und apostolischen Visitators für die ukrainische Diaspora in Deutschland, Petro Werhun, abgehalten. Am 13. September 1933 hielt der Bischof der UGKK von Kanada, Wassyl Ladyka, eine Ansprache an die ukrainische Diaspora in Kanada, in der er das Vorgehen der sowjetischen Behörden in der Ukraine verurteilte. Am 29. Oktober 1933 fand in Lwiw in der Sankt-Georgs-Kathedrale eine Liturgie statt, an der Vertreter des von Andrej Scheptyzkyj gegründeten Öffentlichen Komitees zur Rettung der Ukraine teilnahmen. In allen Kirchen der galizischen Kirchenprovinz fanden Gottesdienste statt.
Am 11. September 1951 fand in New York eine Kundgebung statt. Daran nahmen Bürgermeister Vincent R. Impellitteri und Raphael Lemkin, der Begründer des juristischen Begriffs „Völkermord“, teil. Am 21. September 1953 hielt Lemkin bei einem ukrainischen Marsch in den Vereinigten Staaten eine Rede, in der er seine eigene Vorstellung vom Völkermord am ukrainischen Volk darlegte. Am 23. September 1973 organisierte die New Yorker Niederlassung des Ukrainian Congress Committee of America eine Demonstration zum Gedenken an die Opfer des Holodomor.
Seit 1983 wird in Edmonton jährlich offiziell der Opfer des Holodomor gedacht. In diesem Jahr wurden in Kanada die weltweit ersten Denkmäler für die Opfer des Holodomor errichtet: „Der zerbrochene Ring des Lebens“ in Edmonton und eine Gedenktafel mit der Aufschrift „Zum Gedenken an über 7 Millionen Opfer des Hungers und Völkermords von 1932–1933 in der Sowjetukraine, ein stalinistisches Verbrechen gegen die Menschlichkeit“ in Windsor.

## Entwicklung des Gedenktags

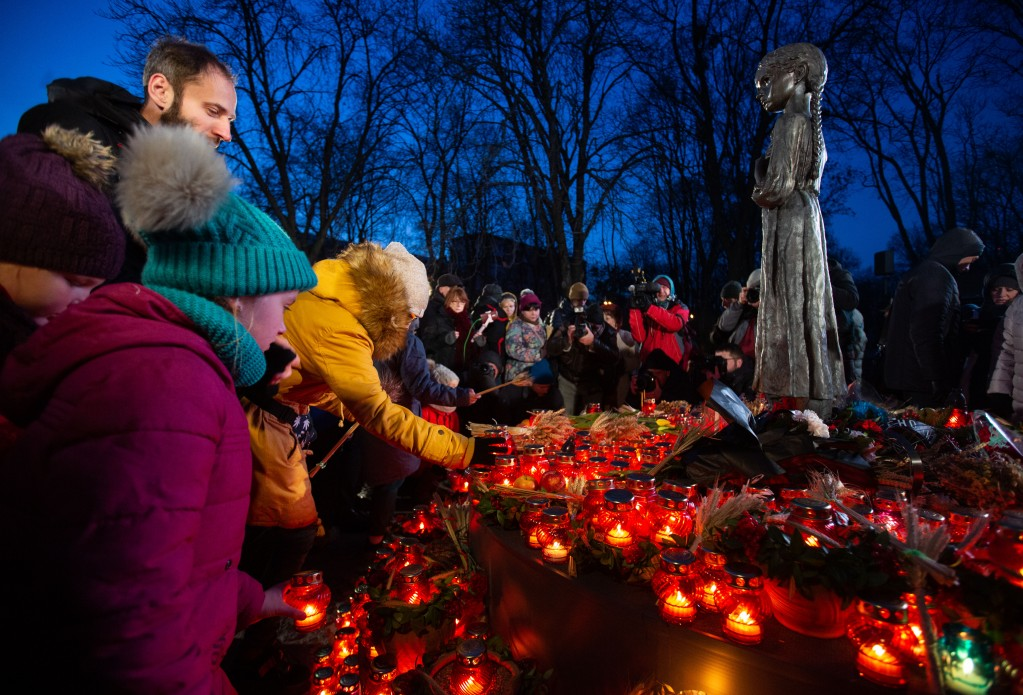
Gedenkveranstaltung an der Statue „Bittere Erinnerung an die Kindheit“ am Nationalen Museum des Holodomor-Völkermords in Kiew (2019)

In der Ukraine wurden Zeremonien zum Gedenken an die Opfer des Holodomor mit dem Zerfall der Sowjetunion und der Unabhängigkeit möglich. Im September 1990 fanden in mehreren Regionen der Ukraine Trauerveranstaltungen und Gedenkgottesdienste statt.
Im September 1993 wurde den Opfern des Holodomor erstmals auf staatlicher Ebene in der Ukraine gedacht. Präsident Leonid Krawtschuk unterzeichnete ein Dekret „Über Maßnahmen im Zusammenhang mit dem 60. Jahrestag des Holodomor in der Ukraine“. Gleichzeitig wurde auf dem Michaelplatz in Kiew die Gedenktafel „Den Opfern des Holodomor 1932–1933“ enthüllt.
Am 26. November 1998 führte Leonid Kutschma per Dekret einen jährlichen nationalen Gedenktag für die Opfer des Holodomor am vierten Samstag im November ein. 2008 wurde er auch in Kanada als Gedenktag eingeführt.
Traditionell wird am vierten Samstag im November um 16:00 Uhr an die während des Holodomor gestorbenen Menschen mit einer Schweigeminute und Mahnwachen bei Kerzenlicht auf den zentralen Stadtplätzen, in der Nähe von Denkmälern für die Opfer des Holodomor, in Kirchen und in der Gedenkhalle des Nationalen Museums des Holodomor-Völkermords in Kiew gedacht.